# Semicytherura doumerense
Semicytherura doumerense is een mosselkreeftjessoort uit de familie van de Cytheruridae. De wetenschappelijke naam van de soort is voor het eerst geldig gepubliceerd in 1985 door Osorio.